# Asota plana
Asota plana là một loài bướm đêm thuộc họ Erebidae. Nó được tìm thấy ở the Oriental tropics phía đông đến New Guinea.
Sải cánh dài khoảng 56 mm.
Ấu trùng ăn các loài Ficus.

## Phụ loài
- Asota plana albifera (India, Indonesia, Japan, Malaysia, Micronesia, Papua New Guinea, Philippines, Sikkim, Singapore, Taiwan)
- Asota plana centralis (quần đảo Andaman, Indonesia, Philippines, Taiwan)
- Asota plana cincta (Indonesia)
- Asota plana commixta (Indonesia)
- Asota plana fergussonis (Papua New Guinea)
- Asota plana intermedia (Indonesia)
- Asota plana lacteata (Taiwan)
- Asota plana persecta (Indonesia)
- Asota plana plana (China, East Timor, India, Indonesia, Japan, Laos, Malaysia, Myanmar, Nepal, Sikkim, Sri Lanka, Thailand, miền bắc Vietnam)
- Asota plana transiens (Enggano)

## Hình ảnh

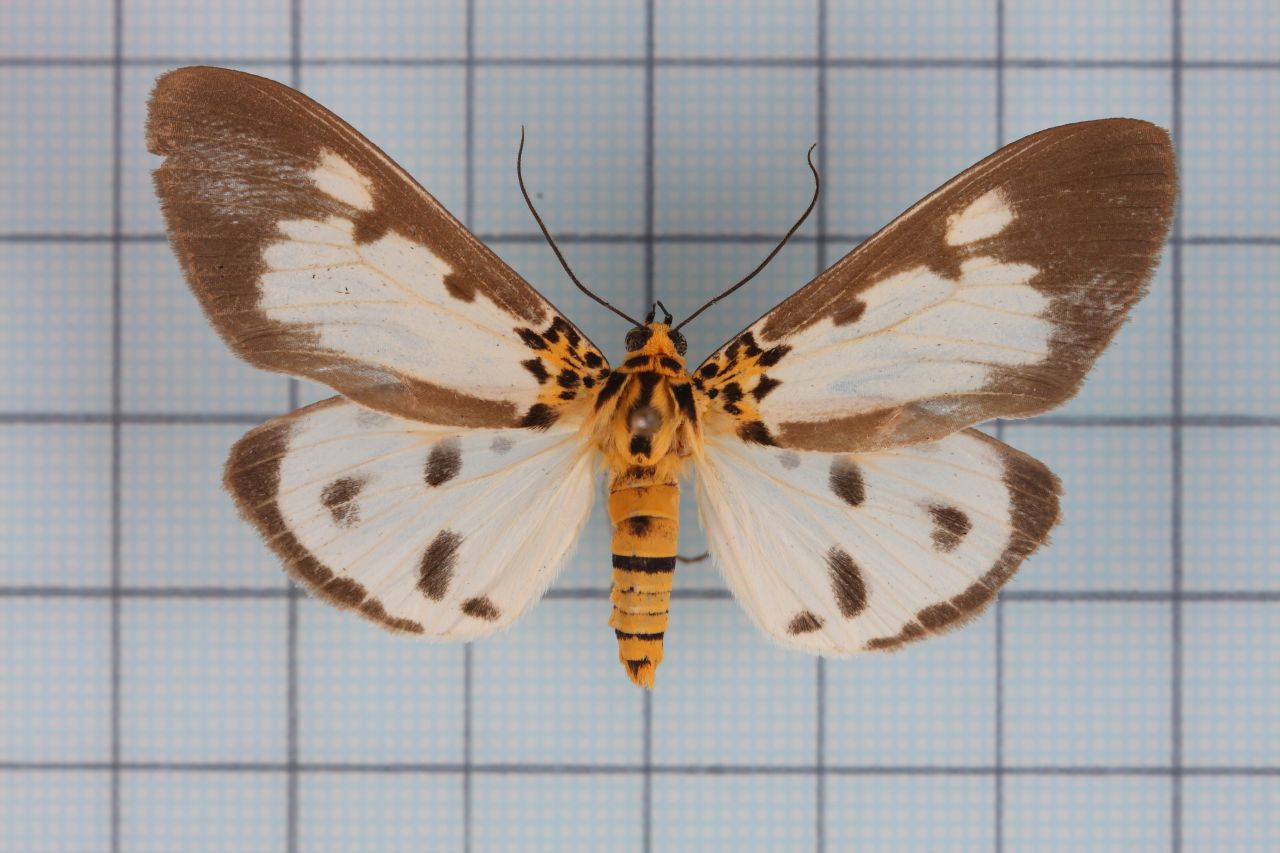
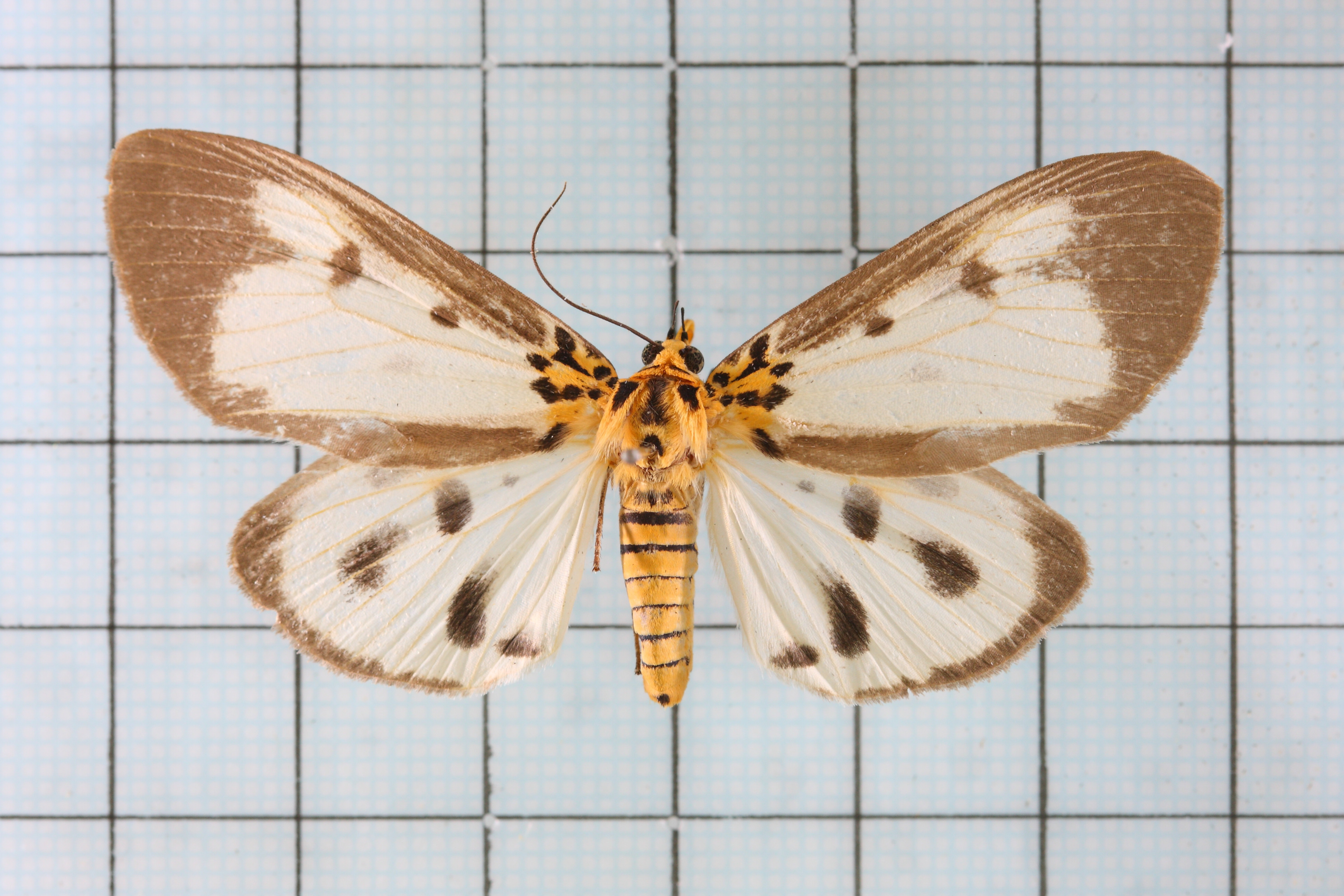
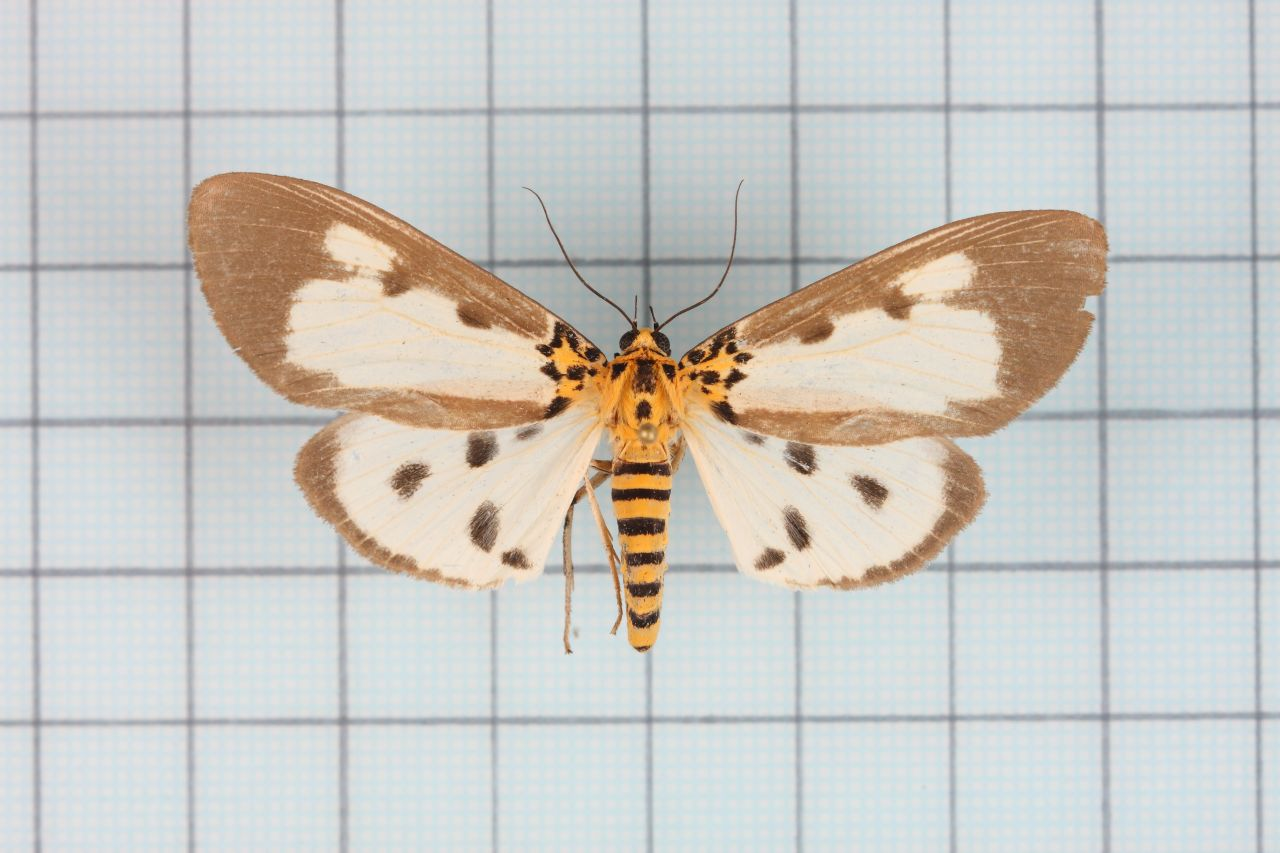